# منشأة خشبة
قرية منشأة خشبة هي إحدى القرى التابعة لمركز القوصية في محافظة أسيوط في جمهورية مصر العربية. حسب إحصاءات سنة 2006، بلغ إجمالي السكان في منشأة خشبة 5671 نسمة، منهم 2890 رجل و2781 امرأة.